# Bernardo Sanvisenti
Bernardo Sanvisenti (Florencia, 1878 - 1944) fue un hispanista italiano.

## Biografía
Fue profesor de lengua y literatura españolas en la Universidad Bocconi de Milán. Se le debe un importante estudio sobre la huella de Dante Alighieri, Francesco Petrarca y Giovanni Boccaccio en las letras españolas del siglo XV (I primi influssi di Dante, del Petrarca e del Boccaccio sulla letteratura spagnuola, Milán, 1907). También estudió la figura de Macías (Apuntes sobre la leyenda biográfica de Macías, Bérgamo, 1904). Editó Pagine scelte dagli scritti di Santa Teresa de Jesús; testo spagnolo corredato di note ed introduzione (Firenze: Sansoni, 1932) y, de Emilio Castelar, sus Recuerdos de Italia, pagine scelte, con introduzione e note di Bernardo Sanvisenti (Firenze: La nuova Italia, 1932). Más importante parece su edición de Le Soledades del Góngora, studio, testo e versione, (Messina-Milano: Principato, 1944). También escribió un Manuale di letteratura spagnuola (1907).

## Obras
- Apuntes sobre la leyenda biográfica de Macías, Bérgamo, 1904.
- I primi influssi di Dante del Petrarca e del Boccaccio sulla letteratura spagnuola, Milán, 1907.
- Manuale di letteratura spagnuola, 1907.
- Un giudizio nuovo su Cristoval de Castillejo ne'suoi rapporti coll'italianismi spagnuolo, 1904.

- Datos: Q5726919